# Євангеліє від Варнави
Євангеліє від Варнави — літературний текст, написаний від імені апостола Варнави і оповідає про життя Ісуса. Два манускрипти з цим текстом були виявлені на початку XVIII століття. Повна назва книги: «Істинне Євангеліє про Ісуса, що зветься Христом, нового пророка, надісланому Богом у світ, за описом Варнави, Його апостола».
За одностайною думкою незалежних дослідників, цей текст є середньовічною підробкою, приблизно XV століття, написаної з мусульманської точки зору (псевдоапокрифом). Тим не менш, дослідження «Євангелія від Варнави» і суперечки про його справжності не припиняються. Один з обговорюваних питань: чи створений весь текст у середньовіччі або ж у його основі лежить давніший документ, який постраждав від довільного редагування переписувачів і перекладачів.
Дискусія про цей текст особливо активізувалася з 1980-х років, представляючи важливу складову частину християнсько-ісламського діалогу. Мусульманські апологети «Євангелія від Варнави» стверджують, що тільки в ньому міститься правдива розповідь про місію Ісуса, а всі канонічні Євангелія «зіпсовані» прихильниками апостола Павла. Слід, однак, відзначити, що «Євангеліє від Варнави» містить також низку тверджень, які прямо суперечать Корану та ісламській традиції.
У лютому 2012 року турецькі ЗМІ широко розповсюдили повідомлення, що знайдено оригінальний стародавній текст «Євангелія від Варнави», к якому Ісус пророкує прихід пророка Мухаммеда, див. про це  нижче. Ця кампанія викликала новий всесвітній сплеск інтересу до «Євангелія від Варнави» (десятки тисяч згадувань в Інтернеті за лютий 2012) і нові спроби використовувати його в міжрелігійному протистоянні.

## Апостол Варнава і його Євангеліє

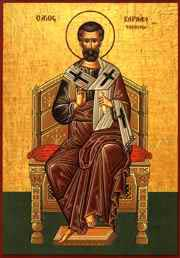
Апостол Варнава (грецька ікона)

Апостол Варнава, родом з острова Кіпр, згадується в Новому Завіті як один з 70 учнів Ісуса (Дії  14:14). Він брав участь у наверненні апостола Павла (Дії  9:27 і  11:25), подорожував разом з ним і з євангелістом Марком. Загинув близько 76 року. Йому приписувалися два ранньохристиянських тексти: «Послання Варнави» та «Діяння Варнави».
Стародавній апокриф під назвою «Євангеліє від Варнави», ймовірно, дійсно існував: він згадується в кількох давніх документах.
1. Декрет Римського Папи Геласія (кінець V століття) «Про книги прийнятні й неприйнятні». У ньому під номером 10 у списку «Книги, які нами не приймаються» записано «Євангеліє під ім'ям Варнави, апокрифічне».[6]
2. Рукопис «Список шістдесяти канонічних книг» (VII століття).
3. «Ізборник Святослава» (1073).[7]

Про зміст цього апокрифу ніяких відомостей не збереглося, і починаючи з XII століття він ніде не згадується.

## Текстологія

### Походження тексту
Існуює два джерела «Євангелія від Варнави». Перше було виявлено в 1709 році; його написано італійською мовою і датовано кінцем XVI століття, зберігається у Віденській Національній бібліотеці (cod. 2662). На полях рукопису численні позначки арабською мовою. Другу копію написано іспанською і вона містить ряд прогалин (відсутні глави 121—200); його датують приблизно тим же періодом. Оригінал її було спочатку загублено, але в 1976 році виявлено в Австралії. Іспанська версія, на відміну від італійської, містить передмову з короткою історією рукопису: дехто, під іменем фра Марино нібито знайшов цей рукопис в особистій бібліотеці Папи Сікста V, а після прочитання її вирішив таємно перейти в іслам і зберегти документ для нащадків. Там же повідомляється, що іспанський текст перекладено з італійської Арагонським мусульманином Мустафою де Аранда.
Зазначимо, що першу згадку про «Євангеліє від Варнави» виявлено в туніському рукописі, що датується приблизно 1630-м роком; судячи з контексту, це той же псевдоапокриф, копію якого виявлено в 1709 році. Сходознавець Джордж Сейл (George Sale) писав у 1734, що у мусульман є Євангеліє, яке приписують святому Варнаві, арабською та іспанською мовами.
Перше наукове видання «Євангелія від Варнави» з великим текстологічним аналізом опублікували Лонсдейл і Лора Реггі в Оксфорді (1907). У 1908 році книга з'явилася в арабському перекладі. Потім з'явилися її переклади мовами урду, перською і іншими. До середини XX століття «Євангеліє від Варнави» не користувалося широкою популярністю, проте пізніше його стали активно використовувати в міжконфесійній полеміці.
2005-го року книга вийшла в повному російському перекладі, який перевидано 2007 року . У передмові до цієї книги Мукаддас-хазрат Бібарсов (муфтій Саратовської області і співголова Ради муфтіїв Росії) від імені Духовного управління мусульман Поволжя пише :
 Книга є корисною в наукових і релігієзнавчих цілях <…> Проте <…> в ній містяться також і положення, що не відповідають Ісламу. Виходячи з цього, книга може бути корисною для наукового пізнання і вивчення історії релігій, але не може бути керівництвом для проходження норм шаріату. 
Переклад містить коментарі, в яких відзначено ряд неприйнятних і помилкових місць тексту «Євангелія від Варнави».

### Зміст тексту
«Євангеліє від Варнави» — досить об'ємний текст, що складається з 222 коротких глав. Автор називає свою книгу «істинним Євангелієм», протиставляючи її всім іншим, «спотвореним». Варнава, від імені якого ведеться розповідь, оголошений у книзі одним із 12 апостолів (глава 14) — замість апостола Фоми, який у тексті взагалі не згадується.
Сюжетна схема «Євангелія від Варнави» багато в чому схожа з традиційною. У перших розділах описані Благовіщення, народження Ісуса, побиття немовлят, втеча в Єгипет і повернення в Назарет. Як і в канонічних Євангеліях, про життя Ісуса та 30-річного віку майже нічого не повідомляється. Потім описуються мандри Ісуса з апостолами, їх бесіди, створені чуда. Велику частину книги займають різноманітні притчі Ісуса.
В кінці книги (глава 221) автор повідомляє, що, передбачаючи спотворення свого вчення, Ісус зійшов з небес на землю і доручив Варнаві написати справжнє Євангеліє, що він і виконав.

#### Паралелі з ісламською традицією
Загальна концепція книги — виклад біблійних і євангельських подій з мусульманських позицій. Безліч деталей (наприклад, епізоди за участю батька Авраам а) взяті з Корану чи з післякоранічної ісламської традиції. Серед великих пророків згадується Ісмаїл, якого, згідно з Кораном, Авраам (Ібрагім) збирався принести в жертву . Біблія в цьому епізоді згадує не Ізмаїла, а Ісаака, але текст єврейської Біблії, стверджується в книзі, сильно спотворений раввинами (глава 44). Зокрема, «правильна Біблія» повідомляє, що месія буде арабом (глава 191).
Основна відмінність «Євангелія від Варнави» від християнської традиції в тому, що Ісус у цій книзі — не Бог, а великий пророк (глави 52, 93), що збігається з мусульманським уявленням. Сам Ісус у книзі виголошує: «Хай буде проклятий всякий, хто разом зі словами моїми буде додавати, що я — „Син Божий“!» (Глава 53). Крім того, відповідно до «Євангелія від Варнави», Ісус не був розп'ятий, замість нього був страчений Юда Іскаріот, який прийняв у момент арешту вигляд Ісуса, самого ж Ісуса чотири ангели витягли з дому через вікно і принесли живим на третє небо (глава 215). Коран у сурі «Жінки» також повідомляє, що Ісус не був розп'ятий — це можна трактувати і в тому сенсі, що замість Ісуса було страчено іншу людину, хоча Коран не називає її імені. Відповідно воскресіння в книзі (як і в Корані) оголошено вигадкою.
Головним завданням Ісуса, за книгою, було сповіщення про швидкий прихід пророка Мухаммеда, багаторазово названого на ім'я і з поясненням, що він з арабського племені (глава 142). В апокрифі Ісус заявляє:

Прийде після мене найбільший з усіх пророків і святих і проллє світло на темряву слів усіх пророків, бо він є Посланець Господа …
Кажу вам, Посланнець Божий подібний до сяйва … Коли я побачив його, душа моя наповнилася спокоєм, і я сказав: «Мухаммед, щоб із тобою Господь! Хай надасть він мені честі розв'язати шнурки взуття твого, так як, якщо я сподоблюся цього, я буду великим пророком і святим від Бога».
— Євангеліє від Варнави. Глави 17, 44
Це місце цілком відповідає тексту Корану:

6. І ось сказав Іса, син Марйам: «О сини Ісраїла! Я — посланець Аллаха до вас, що підтверджує істинність того, що послано до мене в Торі, і благоповідач про посланця, який прийде після мене, ім'я якому буде Ахмад».
— Коран 61:6, переклад І. Крачковського
Уже на першій сторінці текст книги містить різке засудження вчення апостола Павла — зокрема, за те, що він називав Ісуса «Сином Божим», дозволив вживання спиртних напоїв та м'яса нечистих тварин:

Багато хто, обдурені сатаною, під виглядом побожних людей проповідують страшне безбожництво. Вони називають Ісуса сином Божим, відкидають обряд обрізання — вічний союз з Богом — і дозволяють вживати всякого роду нечисту їжу. Серед них і сам Павло, який перебуває в омані, про що я не можу не говорити без болю.
— Євангеліє від Варнави. Передмова
Слід зазначити, що дозвіл на вживання християнами в їжу «нечистих» тварин не міститься в канонічних Євангеліях, а присутній тільки в Апостольських діяннях (бачення апостола Петра:  Дії   10:9  -16) і окремих Посланнях (1 Кор. 10:25-28 та ін.) У традиційних Євангеліях скасування харчових заборон мотивується фразою «не те, що входить в уста, опоганює людину, але те, що виходить з уст, опоганює людину» (Мт. 15:11); аналогічна фраза наводиться і в «Євангелії від Варнави» (глава 32), але висновок з неї робиться зовсім інший: мити руки перед їжею не обов'язково («куштування хліба немитими руками не сквернить людину»). Зате (як і в ісламі) обов'язково слід умитися перед молитвою (глава 38).
З інших ісламських паралелей відзначимо, що Ісус, згідно з «Євангелієм від Варнави», ніколи не пив вина, хоча чудо перетворення води на вино в тексті є (глава 15). В оповіданні Ісуса про створення людини (глава 39) говориться, що Адам побачив на небі шахаду: («Немає Бога, крім Аллаха, і Мухаммед пророк його»).

#### Невідповідність ісламській традиції
В деяких пунктах автор «Євангелія від Варнави» відходить від ісламської традиції. Він багаторазово заявляє (наприклад, у главі 97), що не Ісус, а Мухаммед є месією. Проте в Корані Ісус визначається як Месія:

Ось сказали ангели: "О Марйам! Ось, Аллах радує тебе звісткою про слово від Нього, ім'я Якого Месія Іса, син Марйам, славному в ближньому і останньому світі і з наближених ".
— Коран 3:40 (45), переклад І. Крачковського
Глава 3, всупереч Корану (сура 19:23), стверджує, що Марія народила немовля Ісуса без мук.
У розділах 22-23 Ісус заявляє, що «необрізані гірші за собак», і в Раю їм місця немає. Проте ісламська традиція розглядає обрізання як бажаний, але не обов'язковий ритуал (ваджіб) . У розділах 105, 178 і багатьох інших місцях «Євангелія від Варнави» згадуються дев'ять небес, хоча Коран пише, що їх сім (див., наприклад, суру 17:44) — можливо, це ремінісценція з поеми Данте, див нижче.
У главі 34 згадується Люцифер і цитуються (неточно) слова пророка Ісайї: «Як упав ти з небес, о Денниця, колишній красою ангелів!». Це християнське уявлення суперечить Корану, який (сура 18:50) визначає Люцифера (Ібліса) не як занепалого ангела, але як джина. Втім, згідно з Кораном, природа ангелів виключає непослух Богу. Далі, в главах 35 і 39 історію падіння сатани розказано докладно, і повідомляється, що до падіння той правив пустельним світом 25000 років, і тільки після його вигнання Бог населив Землю живими істотами і створив людину.
Ісус у книзі багато розмірковує про перворідний гріх, однак це чисто християнське поняття, не властиве ні ісламу, ні юдаїзму . Християнські мотиви, відсутні в інших релігіях, відчуваються і в деяких інших місцях «Євангелія від Варнави» — наприклад, опис дня Страшного Суду (глава 53) має багато збігів з «Апокаліпсисом» Іоанна. Глава 115 застерігає віруючого від багатоженства.

#### Особливості тексту, що не мають паралелей
Деякі подробиці, що повідомляються в тексті, не мають аналогів ні в Євангеліях, ні в Корані.
Діва Марія, відповідно до «Євангелія від Варнави», вийшла заміж не до, а після Благовіщення .
Глава 10: у віці 30 років Ісус зустрів архангела Гавриїла, який «вклав у серце» Ісуса якусь книгу. Після цього Ісус знайшов усвідомлення своєї місії і дар пророка: «Все, що я говорю, цілком виходить з книги тієї».
У главі 23 міститься оригінальна легенда про походження ритуалу обрізання від спроби Адама після гріхопадіння покалічити себе (спробі запобіг архангел Гавриїл).
У главі 79 («Ісус жаліє сатану») розповідається, що Ісус благав Бога зглянутися над сатаною, і Бог сказав, що якщо диявол покається, він буде прощений і прийнятий назад на небеса. Після цього Ісус закликав сатану, але той рішуче відмовився каятися.
Книга містить фантастичну історію (глави 93-97): слава Ісуса в Юдеї досягла такого рівня, що прокуратор Понтій Пілат, цар Ірод і первосвященик спільно з'явилися до Ісуса, причому первосвященик на колінах запитував Ісуса, хто він — Бог, Син Божий чи пророк. Ісус заявив, що він звичайна людина, і тоді на прохання первосвященика і прокуратора римський сенат видав постанову, «щоб ніхто під страхом смерті надалі не називав Ісуса Назарянина, пророка юдейського, Богом або Сином Божим»; цей наказ потім було викарбувано на мідній дошці і виставлено в Єрусалимському храмі. У главі 210 на додаток до цієї легенди повідомляється, що був і другий указ римського Сенату — в ньому проголошувалося, що Ісус з Назарету є пророк, і незгодні з цим підлягають смертній карі.
У главі 145 цитується невідома науці «мала книга пророка Іллї» з настановами шукати Бога.
Згідно з главою 189, Ісус повторив чудо Ісуса Навина і зупинив хід Сонця на 12 годин, ввівши в жах усю Юдею (про реакцію інших країн не повідомляється).
З незрозумілих причин Іван Хреститель (у Корані названий Ях'я), головний союзник Ісуса на початковому етапі його діяльності, в «Євангелії від Варнави» не згадується жодного разу, а частина його висловлювань приписана Ісусові.

### Наукове дослідження документу
Перші дослідження текстологів, виконані на початку XX століття, показали, що текст написаний у середньовічній Європі. Ця думка ґрунтується на численних помилках, анахронізмах і артефактах, виявлених у документі, причому значна їх частина не може бути пояснена недбалістю перекладача або переписувача. Ось деякі з них:
- Автор тексту погано знає Палестину I століття. Він вважає, що Назарет стоїть на березі Тиверіадського озера (глава 20), тетрарха Ірода називає язичником (глави 131 і 217), плутає імена біблійних персонажів, назви біблійних книг тощо[18] Автор двічі згадує про дружбу пророків Огія та Осії, хоча їх розділяють два століття (глави 187—188). Справжній Варнава, освічений юдей, учень Гамаліїла, не міг зробити подібних грубих помилок.
- Документ повідомляє, що в момент народження Ісуса в Юдеї правив Понтій Пілат, хоча насправді Пілат був призначений прокуратором після 26 року н. е..
- Як уже говорилося вище, в книзі стверджується, що Ісус не був месією. Проте в передмові автор пише: «Коханий Господь наш, Великий і Всемогутній, відвідав нас у ці дні через пророка свого Ісуса Христа». Очевидно, автор не підозрює, що титул «Христос» — грецький переклад слова «Месія» (івр. מָשִׁיחַ).
- Учні Ісуса збирають для багаття соснові шишки (глава 113).
- У розділі 152 згадуються винні бочки: «І викотилися солдати з Храму, як котяться дерев'яні бочки, коли миють їх, щоб наповнити вином». Це природно для середньовічної Європи, однак у Палестині I століття вино завжди зберігали в шкіряних міхах або в глечиках, а не в барилах (дерево було дефіцитним товаром).
- У розділах 91-92 згадується 40-денний Великий піст:

91. І було в той час велике обурення в Юдеї заради Ісуса … Бунт був настільки сильний, що в переддень Сорокаднева вся Юдея озброїлася, так що син був проти батька, і брат проти брата …
92. І в цей час, за словом святого Ангела, ми з Ісусом втекли на горі Синай. Там Ісус та учні його провели Сорокаднев. 
Однак щорічного 40-денного посту у тодішніх юдеїв не було, а серед християнських помісних церков цей піст утвердився тільки в IV століття е.
- У главі 82 згадується «ювілейний рік, що відзначається кожні сто років». Євреї, відповідно до вказівки книги Левит (25:11), відзначали ювілейний рік раз у 50 років, а інтервал у 100 років встановив римський папа Боніфацій VIII у 1300 році.
- Аналіз цитат з Старого Завіту виявив, що вони взяті не з єврейського або грецького тексту, а з латинського перекладу (Вульгати)[21].

Крім анахронізмів, у тексті були виявлені явні алюзії і навіть майже точні цитати з «Божественної Комедії» Данте. Наприклад, поетичне визначення Данте «dèi falsi e bugiardi» (боги помилкові і брехливі, «Пекло», 1:72) зустрічається в главах 23 і 217 «Євангелія від Варнави». Космографія Ада і Рая також точно відповідає поемі Данте — дев'ять небес (замість семи, як у Корані), сім кіл Пекла для кожного з семи смертних гріхів, глибина розміщення грішників залежить від тяжкості гріха:

Отже, знай, що Пекло одне, проте воно має сім центрів, один під іншим. Звідси, так само як гріх буває семи видів, як сім воріт Пекла поставив Сатана, так всередині них існує сім покарань.
— Євангеліє від Варнави, глава 135
У тексті документа виявилися також мотиви, родинні творів гностиків або ебіонітів, тому висловлювалися припущення, що в основі тексту лежить якийсь древній апокриф, що піддався тенденційному редагуванню.
Зазначимо, що жоден з мусульманських авторів до XVII століття не згадує про існування «Євангелія від Варнави», і цей факт важко пояснити, якщо припустити, що рукопис написано в I столітті.
Частина мусульманських вчених і богословів погодилися з доводами дослідників про фальшивість тексту, але багато хто продовжує відстоювати справжність «Євангелія від Варнави». Їхні аргументи зводяться до того, що оригінальний текст «Євангелія від Варнави» був спотворений листуванням і перекладами, що і пояснює появу анахронізмів.

### Проблема авторства
Іспанська професор М. де Епальса при детальному аналізі італійського тексту виявив ознаки того, що рідною мовою автора була іспанська. З цієї причини він (як і багато інших дослідників) вважає найімовірнішим автором тексту мориска — іспанського мавра XVI століття, який прийняв християнство під тиском влади, але потай продовжував сповідувати іслам. Перебуваючи в Італії (швидше за все, для навчання), він і організував фальсифікацію. Подібний випадок мав місце в 1658 у в Гранаді, коли два мориски, Алонсо де Кастільо і Мігель де Місяць, сфабрикували фрагменти Євангелія арабською мовою. Ця версія пояснює, чому текст у деяких місцях суперечить Корану — автор просто не мав можливості глибоко вивчити ісламську літературу.
Серед можливих кандидатур доктор де Епальса називає ім'я мориска Хуана Переса (ісп. Juan Pérez) з Толедо, автора першої згадки про «Євангеліє від Варнави» (близько 1634). Хуан Перес пізніше переїхав у Туніс, повернувся до ісламу і змінив ім'я на Ібрагім аль-Тайба. За іншою гіпотезою, Мустафа де Аранда, який згадується в іспанській версії як перекладач, у дійсності і є справжнім автором тексту.
Свою версію походження документа запропонував Р. Блекхерст. Він вважає, що «Євангеліє від Варнави» складено для політичної провокації в ході однієї з ватиканських інтриг.